# Eridantes
Genre
Eridantes est un genre d'araignées aranéomorphes de la famille des Linyphiidae.

## Distribution
Les espèces de ce genre se rencontrent au Canada, aux États-Unis et au Mexique.

## Liste des espèces
Selon World Spider Catalog (version 16.5, 13/08/2015) :
- Eridantes diodontos Prentice & Redak, 2013
- Eridantes erigonoides (Emerton, 1882)
- Eridantes utibilis Crosby & Bishop, 1933

## Publication originale
- Crosby & Bishop, 1933 : American spiders: Erigoneae, males with cephalic pits. Annals of the Entomological Society of America, vol. 26, p. 105-172.